# Il sogno di Zorro (film, 1975)
Pour les articles homonymes, voir Il sogno di Zorro.
Pour plus de détails, voir Fiche technique et Distribution.
Il sogno di Zorro (« Le rêve de Zorro », en traduction littérale) est un film italien réalisé par Mariano Laurenti et sorti en 1975.
Le film, sorti la même année que le Zorro de Duccio Tessari, est une parodie de la version avec Alain Delon.

## Synopsis
Paco, neveu de Don Diego, est un jeune homme incompétent qui rêve de devenir Zorro. Il doit vite faire face à des problèmes lorsque le général Ruarte, despote ayant pris le contrôle de la région New Aragon, commence à courtiser la belle Zaira qui est fiancée à Paco.
Les serviteurs du jeune Don, conscients des rêves de leur maître, décident de le droguer à son insu. À la suite des effets de la drogue, Paco devient alors le héros Zorro qui n'hésite pas à s'opposer au Général et ses soldats avec courage... lors de crises de somnambulisme,.

## Fiche technique
- Titre original : Il sogno di Zorro
- Titre anglais ou international : Dream of Zorro ou Grandson of Zorro
- Réalisation : Mariano Laurenti
- Assistant-réalisateur : Giorgio Ubaldi
- Scénario : Francesco Milizia et Marino Onorati, d'après une histoire de Mario Mariani[2]
- Costumes : Roberta Tomassetti
- Maquillage : Luciano Giustini, Mario Michisanti
- Coiffure : Lidia Puglia
- Photographie : Sergio Rubini
- Coordinateur des cascades : Giorgio Ubaldi
- Montage : Alessandro Peticca
- Musique : Ubaldo Continiello
- Production : Mario Mariani
- Société(s) de production : San Nicola Produzione Cinematografica
- Société(s) de distribution : Titanus (Italie)
- Pays d’origine :  Italie
- Langue originale : italien
- Format : couleur (Eastmancolor[5]) — Techniscope[2] — son Mono
- Genre : comédie parodique, western spaghetti
- Durée : 100 minutes
- Dates de sortie :
  - Italie : 16 août 1975[6]

## Distribution
- Franco Franchi : Zorro / Paco
- Mario Colli : Don Diego
- Gianni Musy : Général Ruarte
- Ignazio Spalla (as Pedro Sanchez) : Sergent Garcia
- Paola Tedesco : Zaira
- Maurizio Arena : Frère Miguel
- Ugo Bonardi
- Mario Carotenuto
- Vittorio Daverio
- Grazia Di Marzà
- Rodolfo Licari (as Rod Licari)
- Renato Malavasi
- Vito Pecori (as Vito Pecory)
- Omero Capanna : un soldat (non crédité)

## Production

### Musique
La bande originale du film composée par Ubaldo Continiello a été distribuée par Beat Records en février 2016. Le CD propose également la bande originale (13 pistes supplémentaires) d'un autre film dans lequel Franco Franchi a joué et sorti la même année : Il Giustiziere Di Mezzogiorno.

#### Liste des titres
| 1.    | Titoli Vocal            | 2:52 |
| 2.    | Tema D'Amore            | 1:03 |
| 3.    | Mariachi Pop            | 3:22 |
| 4.    | Tema D'Amore            | 2:51 |
| 5.    | In Azione               | 3:42 |
| 6.    | Festa In Paese          | 3:12 |
| 7.    | Danza Moog              | 2:12 |
| 8.    | Alla Corte Del Re       | 2:39 |
| 9.    | Tema Principale Ripresa | 2:55 |
| 10.   | Tema D'Amore            | 1:58 |
| 11.   | Tema Principale Moog    | 4:48 |
| 12.   | Azione Moog             | 3:04 |
| 13.   | Matrimonio              | 1:51 |
| 14.   | Finale Vocal            | 2:52 |
| 39:21 |                         |      |